# Die Furche

Die Furche est un hebdomadaire autrichien.

## Histoire
Die Furche (« Le sillon », en allemand) a été fondé en 1945 par Friedrich Funder en tant qu'« hebdomadaire culturel et politique ». Son premier numéro paraît le 1er décembre 1945.

Un programme de septembre 1945 explique le nom et l'orientation du journal en cours de création à l'époque : 
« 'Die Furche' est le nom de l'hebdomadaire culturel et politique dont la publication est prochainement préparée par notre éditeur. Il veut être un sillon qui ouvre le sol piétiné pour une graine prometteuse.
Une période de destruction culturelle et de dévaluation de toutes les valeurs valables de l’humanité a balayé notre planète et son environnement. […] À ce tournant, tous les responsables ont une part du travail. Notre hebdomadaire voit également ses missions ainsi définies. Ouvert sur son temps, centré sur l'actualité, indépendant d'un parti, affirmant une démocratie saine, déterminée par les principes catholiques, il veut creuser son sillon dans la terre à cultiver.

L'éditeur et ses amis sont encouragés à commencer par faire confiance aux pouvoirs créateurs d'un christianisme vivant et chaleureux. […]»
Le journal est publié par la maison d'édition Styrie. Le nombre d'exemplaires vendus était au premier semestre 2019 de 11 244 exemplaires, ce qui résulte d'une diminution d'environ 20 % au cours des cinq dernières années (13 950 exemplaires au premier semestre 2015). Le journal paraît le jeudi.
Die Furche est issue d'un camp politique très proche de l'Église catholique : le fondateur Friedrich Funder fut à la tête du Reichspost catholique-bourgeois jusqu'en 1938, et Die Furche était initialement considéré comme son successeur. Le positionnement de l’Église a fondamentalement changé au fil des décennies. Aujourd'hui, Die Furche ne se considère ni comme un journal religieux ni comme le porte-parole de l'Église catholique. Cependant, le discours religieux – et pas seulement lié au christianisme – est une thématique du journal.
Le renouvellement de la présence en ligne a débuté en avril 2017. Depuis lors, Die Furche peut également être trouvé sur Facebook et Twitter, entre autres. Die Furche propose également des archives numériques depuis fin octobre 2019, à l'aide d'un « navigateur », les contributions actuelles peuvent être comparées à celles des 20 dernières années. Les archives Furche rendront à terme 90 000 pages papier accessibles numériquement.